# 奥瓦达
奥瓦达（義大利語：Ovada），是意大利亚历山德里亚省的一个市镇。总面积35.33平方公里，人口11901人，人口密度336.9人/平方公里（2009年）。ISTAT代码为006121。

## 友好城市
- 法國 蓬圣埃斯普里